# Edmund Józef Potocki
Józef Władysław Edmund Potocki de Montalk (ur. 14 stycznia 1836 w Paryżu, zm. 6 września 1901 w Mount Eden w Auckland), nauczyciel języków w Nowej Zelandii.
Ukończył studia na Uniwersytecie Paryskim. Wziął udział w wyprawie Garibaldiego. W 1868 wyemigrował do Nowej Zelandii. Początkowo utrzymywał się z udzielania lekcji języków obcych. W 1872 uzyskał zatrudnienie w Nelson College, zaś w 1874 na Uniwersytecie Otago. Był jednym z prekursorów edukacji wojskowej młodzieży w Nowej Zelandii, w Otago prowadził jednostkę kadetów. W 1877 zrezygnował z pracy na uniwersytecie; pracował następnie jako sprzedawca i nauczyciel w szkole średniej. Pod koniec życia przeprowadził się do Auckland, gdzie uczył na Uniwersytecie w Auckland. Tamże zmarł.
We Francji znany jako Joseph Wladislas Edmond Potocki de Montalk, w Nowej Zelandii jako Edmond de Montalk. Syn Józefa Franciszka. W 1868 poślubił Alexandrinę Wilhelminę Sutherland Macalister, z którą miał siedmioro dzieci. Odznaczony Krzyżem Kawalerskim Orderu Sabaudzkiego Wojskowego.